# Argentina Open 2024
Argentina Open 2024 a fost un turneu de tenis masculin care se joacă pe terenuri cu zgură, în aer liber. A fost cea de-a 27-a ediție a turneului ATP Buenos Aires și a făcut parte din seria ATP 250 din Circuitul ATP 2024. A avut loc la Buenos Aires, Argentina, în perioada 12–18 februarie 2024.

## Campioni

### Simplu
Pentru mai multe informații consultați Argentina Open 2024 – Simplu

### Dublu
Pentru mai multe informații consultați Argentina Open 2024 – Dublu

## Puncte și premii în bani

### Distribuția punctelor
| Probă  | C   | F   | SF  | QF | Runda 2 | Runda 1 | Q   | Q2  | Q1  |
| Simplu | 250 | 165 | 100 | 50 | 25      | 0       | 12  | 7   | 0   |
| Dublu  | 250 | 150 | 90  | 45 | N/A     | 0       | N/A | N/A | N/A |

### Premii în bani
| Probă  | C        | F        | SF       | QF       | Runda 2  | Runda 1 | Q2      | Q1      |
| Simplu | 97.745 $ | 57.015 $ | 33.520 $ | 19.425 $ | 11.280 $ | 6.890 $ | 3.445 $ | 1.880 $ |
| Dublu* | 33.960 $ | 18.170 $ | 10.650 $ | 5.950 $  | 3.510 $  | N/A     | N/A     | N/A     |

*per echipă